# 킴 글로스
킴 글로스(Kim Gloss, 1992년 8월 23일 ~ )는 독일의 가수이다. 경연 프로그램 독일은 슈퍼스타를 찾습니다 시즌 9 참가자이다.